# Marcus Fulvius Flaccus
Marcus Fulvius Flaccus († 121 př. n. l.) byl římský senátor a spojenec bratrů Gracchů. V roce 125 př. n. l. zastával úřad konzula a v roce 122 př. n. l. tribunát.

## Život
Flaccus se stal jedním ze tří mužů v komisi pro přidělení zemědělských pozemků, kterou v roce 130 př. n. l. založil Tiberius Gracchus svým zákonem lex Sempronia agraria; funkci si udržel až do své smrti. V tomto postavení zaútočil na pokusy Scipiona Aemiliana přenést pravomoci nad řešením sporů o hranice pozemků z komise na konzuly. Nějakou dobu před rokem 128 př. n. l. působil jako praetor.
Flaccus navrhl udělit římské občanství jednotlivým italickým spojencům, ti by díky tomu získali i nárok na získání pozemků. Chtěl tím řešit problém rozdělení půdy mezi spojenecká města, ale nastolil tím naopak otázku, která zatěžovala římskou politiku po mnoho let. V roce 125 př. n. l. byl na základě tohoto programu zvolen konzulem a navrhl zákony udělující Italikům plné římské občanství včetně práva na odvolání. Valerius Maximus, píšící v prvním století, obviňuje Flakka z pobuřujícího a povýšeného chování, když zjevně odmítl odpovědět na předvolání senátu nebo se zúčastnit senátních schůzí „aby ukázal své pohrdání prestiží celého tohoto významného stavu“. Senát ho však záměrně vyslal do Zaalpské Galie na pomoc městu Massilii (moderní Marseille) proti útokům keltských Salluviů, aby mohl za jeho nepřítomnosti v Římě torpédovat jeho legislativní program.
Jeho funkční období prokonzula v Zaalpské Galii bylo prodlouženo až do roku 123 př. n. l. Bez ohledu na vnitropolitický konflikt bylo římským cílem v jižní Galii zajistit bezpečnost obchodní cesty mezi Iberským poloostrovem a Itálií, kterou ohrožovaly ligurské kmeny kolem Massalie. Livius se zmiňuje, že Flaccus mohl cestovat z Říma do Galie přes Alpy (pravděpodobně průsmykem Col de Montgenèvre a dále údolím řeky Durance) spíše než podél pobřeží; předtím, než dosáhl území Salluviů, se ještě pravděpodobně střetl s Vocontii sídlícími východně od údolí Rhôny. Každopádně Flakkovo vítězství nebylo rozhodné, proto byl následujícího roku vyslán další konzul Gaius Sextius Calvinus, aby podrobil místní kmeny. Flaccus se stal prvním římským vojevůdcem, který ve válce porazil zaalpské Ligury a vrátil se roku 123 př. n. l. do Říma, kde oslavil triumf.

V roce 122 př. n. l. se stal tribunem lidu, aby pomohl Gaiovi Gracchovi – Gaius byl tribunem již od předchozího roku – při provádění lehce pozměněné verze své politiky udělení občanství italickým spojencům. Tento návrh by poskytl osobám s latinským právem (což byla omezenější forma římského občanství zahrnující smíšené sňatky a přístup k římským soudům) plné římské občanství s hlasovacím právem. Appiános píše, že Flaccus opustil během svého tribunátu Řím, aby podpořil plány na založení kolonie v Africe; Plútarchos ho však umisťuje do Říma, kde se měl postavit Marku Drusovi, svému politickému protivníkovi ale zároveň i kolegovi v úřadu tribuna. Zákon o udělení římského občanství Italikům však neprošel, starověké zdroje jmenují jeho dva přední odpůrce: Gaia Fannia a právě Drusa. Fannius v dochovaném fragmentu „své slavné řeči na toto téma“ řekl: 
Předpokládám, že si představujete, že když dáte Latinům občanství, stále budete mít místo ve shromáždění, ve kterém stojíte, a budete se účastnit her a slavností. Copak si neuvědomujete, že oni zaplaví všechno?

Počátkem roku 121 př. n. l. se Flaccus připojil ke Gaiovi Gracchovi – spojenci v jejich tribunátu předchozího roku – a protestoval proti zrušení zákona, kterým chtěli založit kolonii v Kartágu. Protesty přerostly do pouličních násilností, a proto byli s Gaiem Gracchem předvoláni do senátu, ale odmítli se dostavit. Nato senát svým prvním usnesením senatusconsultum ultimum de re publica defendenda vůbec zmocnil konzula Lucia Opimia potlačit nepokoje ve městě i násilím. V reakci na to Flaccus a Gaius Gracchus vyzbrojili své stoupence a obsadili část aventinského pahorku. Opimius s nimi odmítl vyjednávat a požadoval, aby se vůdci vzdali a předstoupili před soud senátu. Protože to naopak odmítl Flaccus s Gracchem, Opimiovy ozbrojené síly zaútočily a v následné bitce byl Flaccus i se svými syny zabit.

## Rodina
Cicero ve svém dialogu s Brutem popisuje Flakka jako „učeného“; Badian poznamenává, že pomáhá napravit „nepřátelský obraz v Plútarchovi“, který Flakka zobrazuje jako „násilného opilce iniciujícího Gracchovu vzpouru“.
Flaccus měl nejméně dva syny; starší syn (možná stejného jména jako jeho otec) i mladší syn (snad jménem Quintus) byli oba zabiti během potlačování Gracchova povstání oddíly Lucia Opimia.